# Central Guardian 85

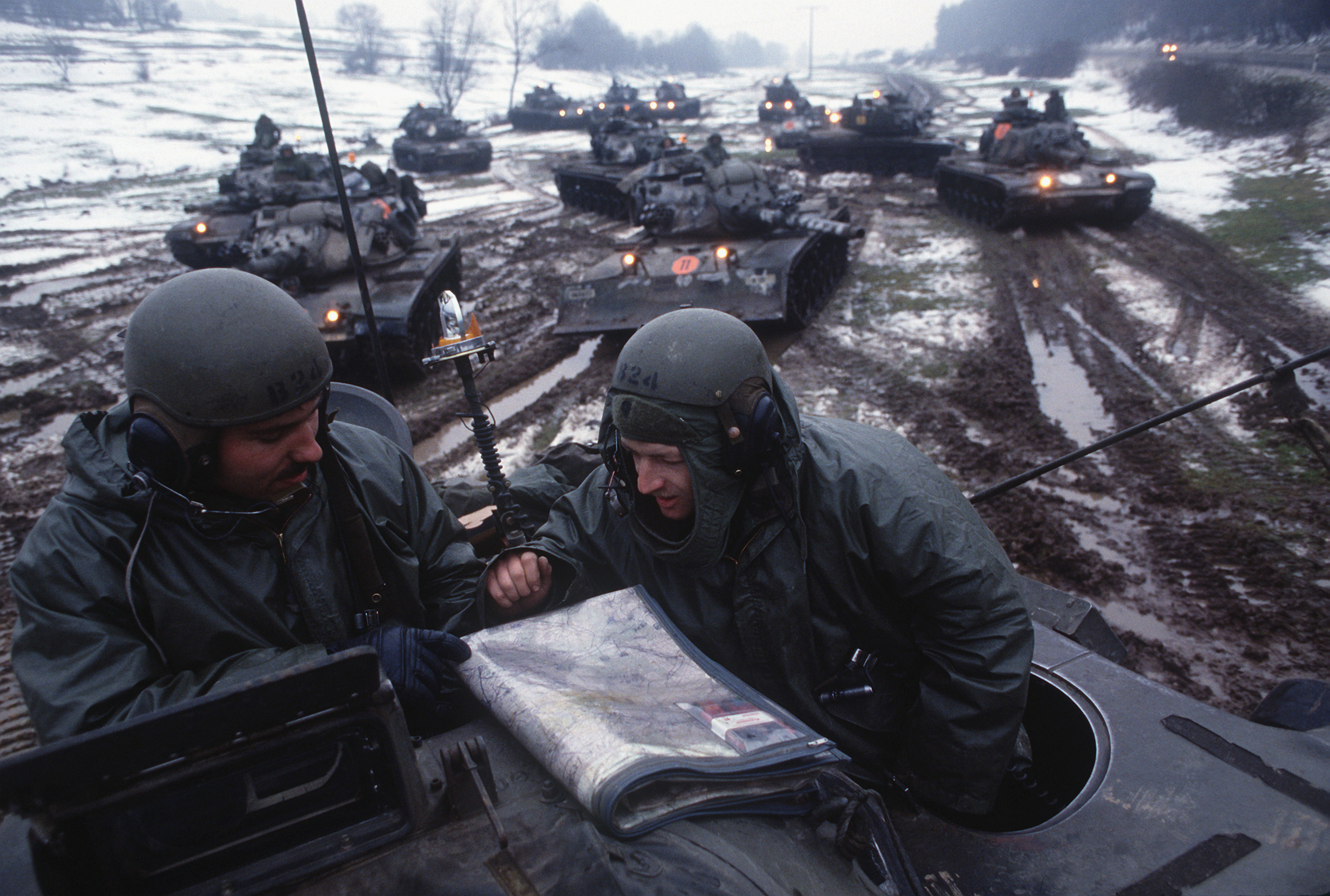
US-Kampfpanzerbesatzungen während der Übung Central Guardian 85

Central Guardian 85 (en. Wächter der Mitte) / REFORGER 85 war ein US-amerikanisches, deutsches und luxemburgisches FTX -Wintermanöver in Hessen Anfang des Jahres 1985.

## Truppengliederung
Die Übungstruppe BLAU setzte sich wie folgt zusammen:
- 8th US-Infantry Division (Mech)
  - 5–77th US-Armored Regiment
  - 16th US-Field Artillery Regiment (M270-MLRS)
  - 6–29th US-Field Artillery Regiment
  - 1–59th US-Air Defence Artillery Regiment, Chaparral
  - 108th Military Intelligence Battalion
- 11th US-Armored Cavalry Regiment „Black Horse“, Fulda
  - 3rd Squadron
- Panzergrenadierbrigade 35, Hammelburg (ab der zweiten Übungswoche)
- 12th US-Combat Aviation Brigade
- 1 Luxemburgisches leichtes Infanteriebataillon

Zu BLAU gehörten folgende nachgeführten REFORGER-Verbände:
- 197th Infantry Brigade (Separate), Fort Benning, Georgia
- ein Battalion der 175th Infantry Brigade (ARNG, Maryland)
- 1st Battalion/75th US-Ranger Regiment, Fort Stewart, Georgia
- 26th US-Infantry Division, ARNG, Mississippi
  - 1st Battalion/110th US-Armored Regiment
  - 2nd Battalion/181th US-Infantry Regiment
- 339th Reserve-Hospital, Pittsburg
- 14th Psychological Operation Battalion, USAR, Kalifornien
- 20th Psychological Operation Company, Portland, Oregon
- 12 Army Units, 35 ARNG und USAR Units
- 947th Medical Company, ARNG, Colorado

ORANGE gliederte sich wie folgt:
- 3rd US-Armored Division
  - 503rd Aviation Battalion, Hanau
  - 533rd Military Intelligence Battalion (Kennnummer ORANGE 59)
- 3rd US-Infantry Division
  - 3rd US-Brigade, Aschaffenburg
  - 1–7th Infantry Regiment
- 41st US-Field Artillery Brigade
  - 2–83th US-Field Artillery Regiment (Kennnummer ORANGE 78)
- Panzergrenadierbrigade 13, Wetzlar (erste Übungswoche mit 3.500 Mann und 900 Rad- und Kettenfahrzeugen für ORANGE)
  - Stabskompanie Panzergrenadierbrigade 13
  - Panzerbataillon 134 (Leopard 1 A1A2) (Kennnummer: ORANGE 90)
  - Panzergrenadierbataillon 132 (Schützenpanzer Marder)
  - Panzergrenadierbataillon 133
  - Panzerartilleriebataillon 135
  - Panzerpionierkompanie 130
  - Panzerjägerkompanie 130
  - Nachschubkompanie 130

Zu ORANGE gehörten außerdem noch folgende nachgeführten REFORGER-Verbände:
- Headquarters, 4th US-Infantry Division (Mech), Ft. Carson, Colorado
  - 1st US-Brigade
  - 2nd US-Brigade
- 30th Armored Brigade, ARNG, Tennessee
  - 1st Battalion/199th US-Armored Regiment

Zu den sonstigen Truppenteilen gehörte u. a. das Feldjägerbataillon 740, Mainz

## Umfang
Central Guardian 85 unter der Übungsleitung des V. US-Korps und der Manöverzentrale in Wettenberg fand vom 11. Januar bis 28. Februar 1985 im Raum Kassel, Homberg/Efze, Neukirchen, Schwalmstadt, Vogelsbergkreis, Frankenberg, Battenberg, Marburg, Biedenkopf, Gießen, Lauterbach, Neuenkirchen, Grebenhain, Bad Hersfeld, Lahntal und Wetzlar statt. An der Großübung nahmen 65.000 Soldaten (17.300 US-Soldaten mit 1900 Rad- und Kettenfahrzeugen, 700 Anhängern und 41 Hubschraubern aus den USA eingeflogen), 15.000 Rad- und 6000 Kettenfahrzeuge sowie 600 Hubschrauber teil. Für die REFORGER-Maßnahme diente Mönchengladbach als Flughafen (JHQ Rheindahlen) für den Aufmarsch. Das Vorkommando von 500 Mann traf dort am 11. Januar 1985 ein. Hinzu kam 300.000 Tonnen Gerät, das teilweise auch im Hafen von Antwerpen an Land ging. Auch wurde die 197th US-Infantry Brigade (Mech. Brig. oder Separate Brig.) aus Fort Benning, Georgia per Ozeanschiff in Amsterdam entladen und anschließend per Bahn ins Übungsgebiet transportiert. Von der Bundeswehr waren 12.000 Mann beteiligt.

## Wetterbedingungen
Die Witterung variierte je nach geographischer Lage im Übungsgebiet. Während in der zweiten Übungswoche aufgrund von milden Wetterverhältnissen im Norden nur noch feste Feldwege und Landstraßen benutzbar waren, so herrschten im Süden strenge Winterbedingungen, die durch Frost Marschbewegungen behinderten und den Einsatz von Schneepflügen erforderte, was teilweise zu Fahrverboten führte.

## Ablauf
Bei Central Guardian 85 wurde nach dem Air-Land-Battle System 2000 geübt. In diesem Zusammenhang wurde die Gliederung „Division 86“ getestet. Die Bodentruppen wurden von Kampfflugzeug-Einsätzen in der Luftwaffenübung „Cold Fire 85“ unterstützt.
Als Ballungsraum diente das Gebiet um Frankenberg, Kirtorf, Battenberg, Gießen, Lauterbach, Schwalmstadt, Homberg, Wetzlar, Bischoffen, Butzbach, Lautertal, Langgöns, Vogelsberg, Gemünden, Gilserberg, Treysa, Heidelbach, Ulrichstein, Sieckendorf, Cölbe, Sarnau, Goßfelden, Runzhausen und Frohnhausen.
Verfügungsräume waren:
- REFORGER-Einheiten: Raum Gießen
- 2nd Bde/3rd US-Armoured Division über die A66, B40 und A7 in den Raum Schlitz und Bad Hersfeld
- 3rd Bde/3rd US-Infantry Division: östlich von Lauterbach
- Panzergrenadierbrigade 35: nördlich von Bad Hersfeld
- Panzergrenadierbrigade 13: Homberg/Efze, Felsberg und Melsungen
- 4th US-Infantry Division: Homberg/Efze, Felsberg und Melsungen

Nach Übungsende und vor der Rückverlegung sammelten sich 6000 Soldaten sowie 2000 Rad- und Kettenfahrzeuge der 4th US-Infantry Division als REFORGER-Einheit im Verfügungsraum Hanau. Die Rückverlegung der 4th US-Infantry Division erfolgte vom Flughafen Erlangen. Weitere 2500 Soldaten wurden von der Rhein-Main Air Base in Frankfurt am Main in die USA verlegt.
Central Guardian gliederte sich in folgende Phasen:
- Aufmarsch Vorauskommando ab dem 11. Januar 1985
- Aufmarsch in die Verfügungsräume: 17. bis 19. Januar 1985
- Übungsbeginn: 21. Januar 1985
- Übungsende: 30. Januar 1985 (ursprünglich geplant für den 31. Januar 1985)
- Rückmarsch: 1. bis 2. Februar 1985
- Rückmarsch der REFORGER-Truppen: bis 28. Februar 1985

Brückenschläge erfolgten über die Lahn mittels M-4T6 Floating Aluminium Bridge.
Luftlandungen waren an zwei Stellen geplant: am 19. Januar 1985 durch 1–75 US-Infantry Battalion (400 Ranger) nach zehnstündigem Überseeflug aus den USA über Grafenwöhr mittels C–141-Transportmaschinen (aufgrund des schlechten Wetters wurde der Absprung abgesagt), und am 28. Januar 1985 bei Frohnhausen/Frankenberg durch ein leichtes luxemburgisches Infanteriebataillon, das mit UH–60 Blackhawk-Hubschraubern abgesetzt wurde. Auf dem Flugplatz von Fritzlar wurden während der Übung ca. 150 Hubschrauber stationiert.

## Eingesetztes Gerät
Unter anderem wurden M60, M1 Abrams Kampfpanzer sowie M113 Mannschaftstransportwagen als militärisches Großgerät eingesetzt.

## Medien
- Die großen Übungen der Bundeswehr 2. DVD. Breucom-Medien, 2011, ISBN 978-3-940433-33-6.
- Walter Böhm und Diego Ruiz Palmer: REFORGER 85 Central Guardian – Großmanöver für den Winterkrieg gegen den Warschauer Pakt. Tankograd Publishing. 2020.